# Halasi-Fischer Ödön
Halasi-Fischer Ödön (Budapest, 1885. július 19. – Budapest, 1965. január 11.) nagykereskedő, lapszerkesztő, részvénytársaság-igazgató.

## Élete
Fischer Simon (1850–1912) alsókubini születésű divatáru-kereskedő, kereskedelmi tanácsos és Spitzer Heléna (1857–1913) fia. Középiskoláit és egyetemi tanulmányait Budapesten és külföldön végezte. Miután jogi doktorátust szerzett, belépett apja cégébe. Egyike volt a Világ című polgári radikális napilap alapítóinak. 1913-ban müncheni kereskedelmi útján felkereste és meghívta Thomas Mann írót a lap nevében Magyarországra, akit ittléte alatt ő kalauzolt a városban. Az első világháború alatt a lap külföldi tudósítójaként működött. A háborút követően részt vett a Magyar Hírlap átszervezésében. 1922-ben megalapította a Magyar Cobden Szövetséget, a kereskedőknek a szabadkereskedelemért küzdő szervezetét, és annak fennállása alatt elnöke volt. A londoni Cobden Club 1924-ben tagjává, a Magyar Kereskedők Országos Központi Szövetsége 1945-ben társelnökévé választotta. 1926-ban jelentékeny közgazdasági munkásságáért kormányfőtanácsossá nevezték ki. Szerkesztette a Magyar Cobden Szövetség Értesítőjét, majd a Cobden című folyóiratot.
Felesége Kurzweil Annie volt.